# Casa dalle Carceri

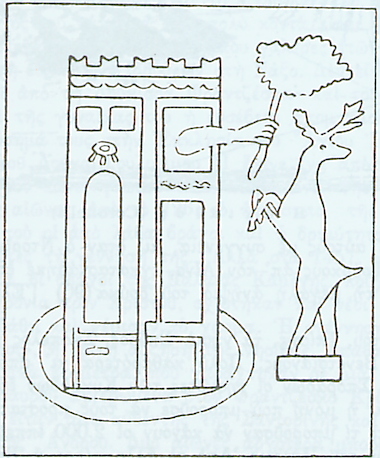
El Escudo de Armas de la Casa dalle Carceri

La Casa dalle Carceri (en griego: Ντάλε Κάρτσερι) fue una casa nobiliaria italiana de Verona y de Negroponte (Eubea) desde el siglo xii hasta el siglo xiv.
La familia llegó a Grecia con la cuarta cruzada (1202). Después de ser declarados culpables del asesinato de Mastino della Scala en 1277, los dalle Carceri fueron desterrados de Verona.
- Giberto dalle Carceri, triarca de Negroponte de 1205 a 1209
- Ravano dalle Carceri (-1216), triarca de 1209 a 1216
- Isabel dalle Carceri, viuda de Ravano, triarca de 1216 a 1220
- Rizzardo dalle Carceri (o Ricardo), hijo Ravano, triarca de 1216 a 1220
- Merino I dalle Carceri (o Marino), gobernó de 1216 a 1255, hijo de Ravano
- Berta dalle Carceri, hija de Ravano
- Guglielmo I dalle Carceri, triarca de 1255 a 1263
- Carintana dalle Carceri, triarca, esposa de Guillermo II de Villehardouin
- Narzotto dalle Carceri, triarca
- Grapella dalle Carceri, triarca de 1262 a 1264
- Guglielmo II dalle Carceri, triarca de 1263 a 1275
- Marino II dalle Carceri, triarca de 1264 a 1278
- Gilberto II dalle Carceri, triarca de 1275 a 1279
- Alicia dalle Carceri (Alix) (-1313), esposa de Jorge I Ghisi, nieta de Ravano
- María dalle Carceri (-1323), marquesa de Bodonitsa
- Pietro dalle Carceri (-1340), triarca de Negroponte y barón de Arcadia
- Juan dalle Carceri (-1358), hijo de Pietro, triarca de Negroponte de 1340 a 1359
- Nicolás III dalle Carceri (Niccolò) (-1383), duque de Naxos and señor de Negroponte de 1359 a 1383